# صلصة الدقوس
صلصة من المطبخ الخليجي، تحضّر من الطماطم، الفلفل الأخضر الحار، الثوم، معجون الطماطم وزيت الزيتون. تقدّم عادةً مع وجبة الكبسة أو المندي.
تحتوي كل حصة من صلصة الدقوس (100غ تقريباً) على المعلومات الغذائية التالية:
- السعرات الحرارية: 16
- الدهون: 1
- الدهون المشبعة: 0
- الكوليسترول: 0
- الكاربوهيدرات: 3
- البروتينات: 1